# Nasturtium officinale
Nasturtium officinale, comúnmente llamado berro de agua, mastuerzo de agua o agrón es una planta perenne común en arroyos, torrentes de aguas claras y pantanos, originaria de Europa y Asia Central. Se considera uno de los vegetales más antiguos consumidos por el ser humano. Actualmente se ha extendido por todo el mundo por ser una planta de consumo doméstico muy apreciada en ensaladas. Se ha convertido en una especie invasora en la región de los Grandes Lagos, donde fue localizada por primera vez en 1847.[cita requerida]

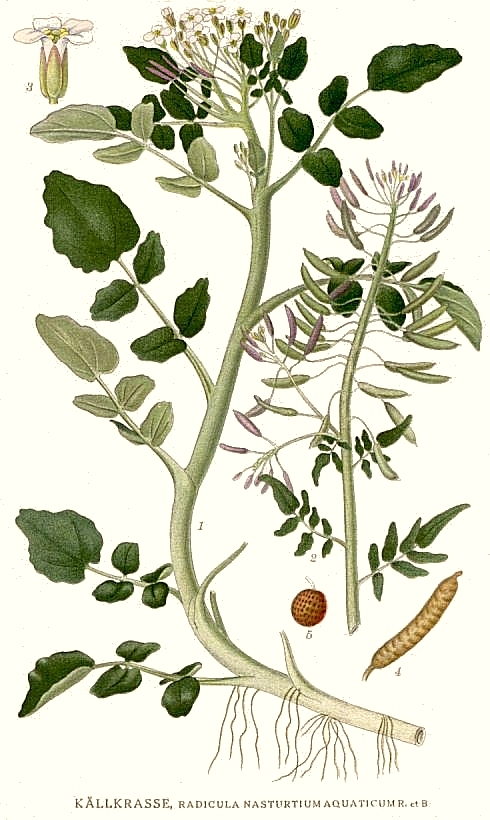
Ilustración

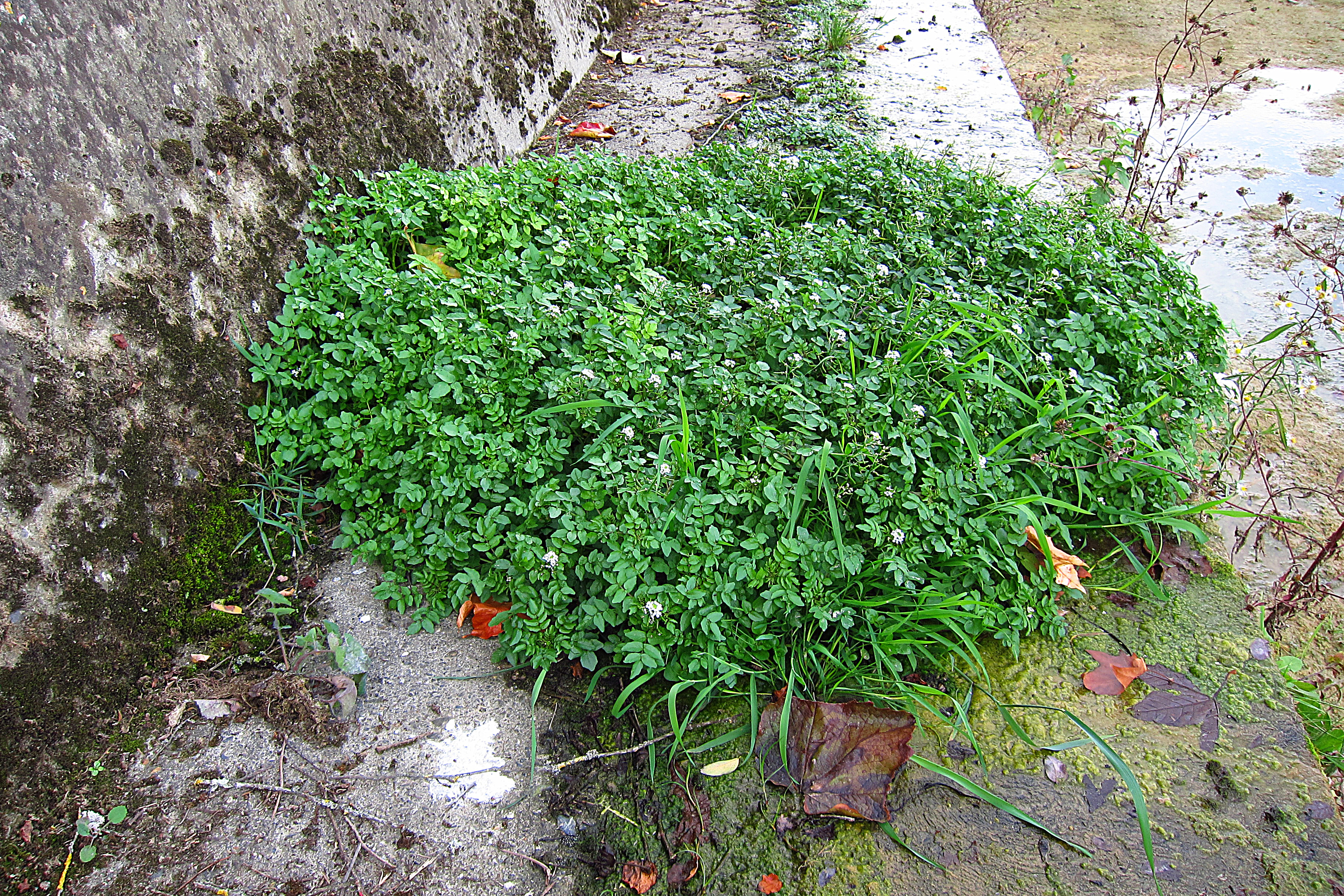
Vista de la planta

## Descripción
Es una planta perenne, acuática o semiacuática de entre 10 a 50 cm de altura que se agrupa en grandes colonias. Los tallos ascendentes son huecos y algo carnosos. Las hojas, de color verde oscuro, son glabras, bipinnadas y con limbo ancho. Las flores, pequeñas y blancas, se reúnen en ramilletes o panículas terminales.

## Historia
El uso medicinal del berro es viejo, como lo demuestra su presencia en la Capitulare de villis vel curtis imperii, una orden emitida por Carlomagno que reclama a sus campos para que cultiven  una serie de hierbas y condimentos incluyendo nasturtium identificada actualmente como Nasurtium officinale.

## Taxonomía
Nasturtium officinale fue descrita por William Townsend Aiton y publicado en Hortus Kewensis; or, a Catalogue of the Plants Cultivated in the Royal Botanic Garden at Kew. London (2nd ed.) 4: 110, en el año 1812.
Etimología
Nasturtium viene del latín nasus = "nariz" y tortus = "torcido" debido al olor picante de la planta que irritaba la nariz y obligaba a hacer gestos torciéndola.
Sinonimia
| - Arabis nasturtium Clairv. - Baeumerta nasturtium P.Gaertn., B.Mey. & Schreb. - Baeumerta nasturtium-aquaticum (L.) Hayek - Cardamine aquatica (Garsault) Nieuwl. - Cardamine fontana Lam. - Cardamine nasturtium (Moench) Kuntze - Cardamine nasturtium-aquaticum (L.) Borbás - Cardaminum nasturtium Moench - Crucifera fontana E.H.L.Krause - Nasturtium aquaticum Wahlenb. - Nasturtium fontanum Asch. - Nasturtium nasturtium (Moench) Cockerell - Nasturtium nasturtium-aquaticum (L.) H.Karst. - Nasturtium officinale subsp. rotundifolium A.P.Khokhr. - Nasturtium siifolium Rchb. - Radicula nasturtium (Moench) Druce - Radicula nasturtium-aquaticum (L.) Britten & Rendle - Rorippa nasturtium (Moench) Beck - Rorippa nasturtium-aquaticum (L.) Hayek - Rorippa officinalis (R.Br.) P.Royen - Sisymbrium amarum Salisb. - Sisymbrium cardaminefolium Gilib. - Sisymbrium fluviatile Vell. - Sisymbrium nasturtium (Moench) Willd. - Sisymbrium nasturtium-aquaticum L. |

## Importancia económica y cultural
El berro contiene cantidades significativas de hierro, calcio, yodo, y ácido fólico, además de las vitaminas A y C.  Debido a que es relativamente rico en vitamina C, se sugirió berro (entre otras plantas) por el cirujano militar inglés John Woodall (1570-1643) como un remedio para el escorbuto. El berro es también una fuente importante de ácidos grasos omega-3, principalmente en la forma de 16:3n-3 (ácido hexadecatrienoico) a 45 mg / 100g.
Muchos beneficios al comer berros son reclamados, como la de que actúa como un estimulante, una fuente de fitoquímicos y antioxidantes, un diurético, un expectorante y un digestivo. También parece tener propiedades contra el cáncer; se cree que puede ayudar a defenderse contra el cáncer de pulmón. Un estudio de 2010 realizado por la Universidad de Southampton descubrió que el consumo de berro también puede inhibir el crecimiento del cáncer de mama. El contenido de isotiocianato de fenetilo (PEITC) en berros inhibe la HIF, que puede inhibir la angiogénesis.

### Efectos secundarios
El berro cultivado en presencia de estiércol puede ser un refugio para parásitos tales como la Fasciola hepatica. El berro es un conocido inhibidor de la citocromo P450 (CYP2E1), que puede resultar en la alteración del metabolismo de las personas que toman ciertos medicamentos, tales como clorzoxazona.
Para evitar estos problemas, se puede consumir como brote.

### Propiedades
- Rico en yodo, hierro, vitaminas A, C y E.
- Utilizado como estimulante y diurético.
- Usado en medicina popular para aliviar la bronquitis y ciertas afecciones cutáneas.[14]